# Partido del Águila Negra
El Partido del Águila Negra, o la Gran Legión del Águila Negra (GLAN), fue una logia masónica de origen mexicano establecido el 30 de mayo de 1823. Sus fundadores fueron el primer presidente de México, Guadalupe Victoria, el primer jefe de la logia, Varón Fuerte, y el fraile betlemita cubano Simón de Chávez, quien sería segundo jefe y primer socio nominal de la logia.  
El lugar donde se constituyó fue en Puente del Rey, actualmente Puente Nacional, en Veracruz. Esta organización secreta no se oponía a la religión, usos ni costumbres de ninguna nación y su misión era la libertad de las Américas. En México, la Gran Legión del Águila Negra era una fuerza política que estaba en contra del dominio español y de la intervención de la Iglesia en la sociedad. 

## Gran Legión del Águila Negra en México
Cuando se creó la Gran Legión del Águila Negra, Guadalupe Victoria era comandante general de Xalapa. Con el fracaso del Primer Imperio Mexicano de Agustín de Iturbide, México enfrentaba el desafío de establecerse desde cero, ya que el Congreso había anulado los Tratados de Córdoba y el Plan de Iguala. Como consecuencia, esto permitió que el país se inclinara, por la forma de gobierno de su preferencia. Mientras se discutía la forma de gobierno entre el centralismo o el federalismo, hubo una fuerte presión para la autonomía de parte de las provincias, además de otras cuestiones, como el papel de la Iglesia en el incipiente Estado.

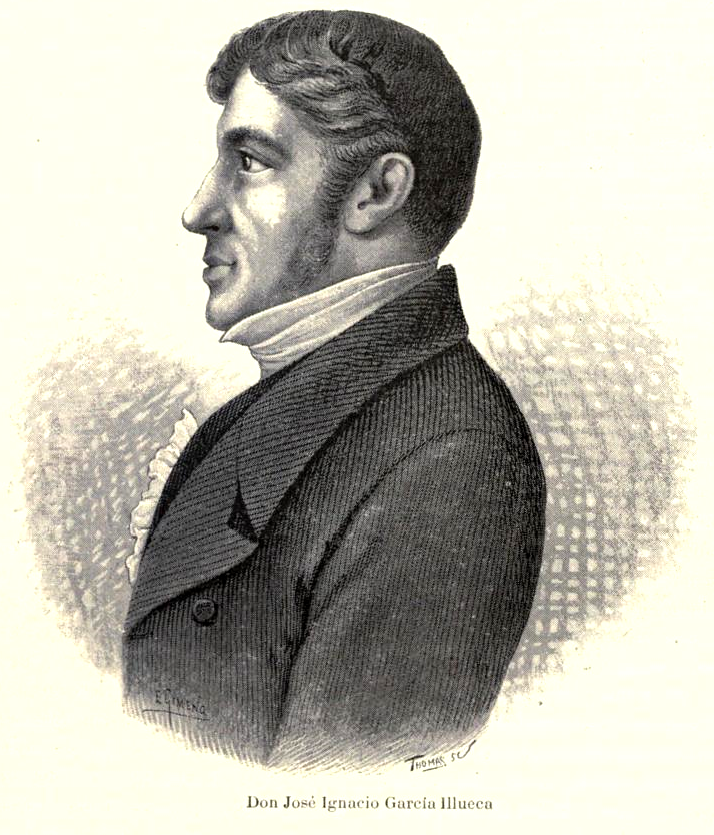
José Ignacio García Illueca

Se sabe que la lucha por la Independencia tuvo un carácter religioso tanto para los insurgentes como para el ejército virreinal, pero una vez que se estableciera el Primer Imperio Mexicano, el papel de la iglesia fue rigurosamente cuestionado, debido al auge de la masonería en el período de 1821 a 1823. A finales de la lucha por la independencia, la masonería basada en el Rito Escocés ya se había establecido en México, liderada por Felipe Martínez de Aragón y Fausto Elhuyar. A ella se unieron hombres que servían a Juan O'Donojú, como Manuel Codorniú, diputados que estaban de vuelta de Cádiz, como Miguel Ramos Arizpe, Mariano Michelena y Lorenzo de Zavala, y mexicanos de la élite como José María Fagoaga, José Ignacio García Illueca y Tomas Murphy.

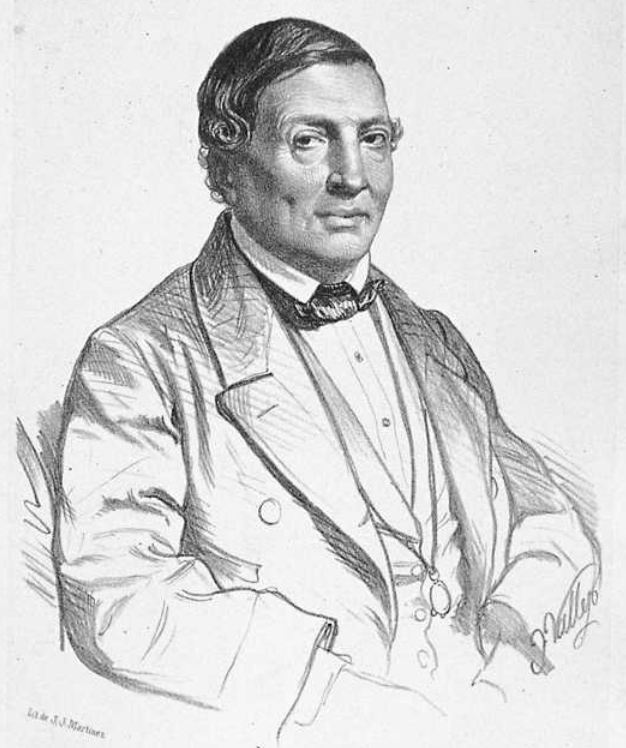
Manuel Codorniu

Se dice que la masonería escocesa tuvo un papel muy importante en la caída del Imperio de Iturbide, pero no hay pruebas que validen esta información. Los «escoceses» en su mayoría eran seguidores de la monarquía constitucional y borbonista. La fundación de la Gran Legión del Águila Negra tuvo dos objetivos: la colaboración en la búsqueda de la independencia cubana y el deseo de Guadalupe Victoria de crear un partido político que le favoreciera y neutralizara el impulso político que estaban teniendo los escoceses. Con respecto a la independencia cubana, es evidente que la Gran Legión del Águila Negra tenía intenciones de favorecerla o inclusive lograr la anexión de Cuba a México. Esta se declaraba en contra del despotismo y a favor de la libertad, por lo que probablemente su misión inicial era impedir la reconquista española y que se estableciera de nuevo un sistema despótico, como el imperio. La libertad para México en ese momento significaba que la nación estuviera protegida por un sistema político de acciones injustas por parte de su dirigente y la independencia.
“En 1823, la GLAN indicaba que su objeto era quitarse por completo el yugo de la esclavitud en que los habían tenido los españoles durante 300 años”
En esta época, se catalogaba de liberales a los partidarios de varios proyectos políticos que incluían a los republicanos,  federalistas, centralistas, que apoyaban una monarquía constitucional y a los representantes de varios sectores eclesiásticos, que exponían una postura modelable; aunque para la Gran Legión del Águila Negra, los verdaderos liberales eran los republicanos, los que defendían la libertad, la independencia de España, la igualdad y el patriotismo; y cabe recalcar que Guadalupe Victoria propuso constituir un gobierno encabezado por un insurgente y que además él fue el único insurgente que se diferenció por rechazar el Plan de Iguala para no abandonar su plan de independencia, por lo que se proclamó republicano. 
Por lo tanto el ser miembro de la Gran Legión del Águila Negra indicaba que tenías que apoyar a Guadalupe Victoria hacia la presidencia y a apoyar su plan político. La antipatía de la Gran Legión del Águila Negra por la religión fue muy radical en comparación de otros sectores políticos, igual que los yorkinos. Según los documentos de la Gran Legión del Águila Negra, esta no se oponía a la religión, pero conforme pasó el tiempo, su tendencia se endureció ya que señalaban que era de suma importancia evitar que los clérigos y frailes entraran a la asociación, porque eran perjudiciales para la sociedad debido a su fanatismo religioso, haciendo vivir a las personas en la brutalidad. 
Para la Gran Legión del Águila Negra no se trataba sólo de luchar contra el fanatismo religioso, lo que querían era desterrar la fe. Por lo que se estaba en contra de algo considerado fundamental para la unión y orden social, ya que la Constitución de 1824 estableció a la religión católica como la única en toda la nación.
En los estatutos de la Gran Legión del Águila Negra esta se declaró ajena a las demás asociaciones del tipo masónico, comunero y carbonero; y estaban organizados de una manera muy diferente a una sociedad masónica, ya que no pedían cuotas ni juramentos. Los grados no concordaban con los de ningún otro rito masónico, no se reunían constantemente y no había relaciones de hermandad entre ellos. Pero las “Instrucciones a los diputados de los estados”  mostraban de alguna manera que la Gran Legión del Águila Negra se había fusionado con el Rito de York.

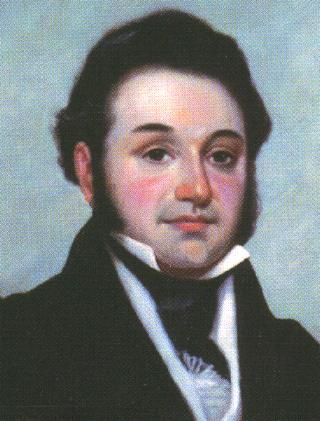
Lorenzo de Zavala

En marzo de 1823 Guadalupe Victoria es nombrado miembro del Poder Ejecutivo provisional. El 8 de junio de 1824 se reúnen los miembros de la Gran Legión del Águila Negra en Xalapa, actual capital de Veracruz, para hacer acuerdos antes de la partida de Guadalupe Victoria hacia la Ciudad de México, quien para el 1 de octubre de 1824 llega a ser presidente electo de la república mexicana, abandonando así la Gran Legión del Águila Negra. Una vez que Victoria ascendió al poder, la Legión llega a tomar mucho impulso con una actuación parecida a la del Rito de York.
Guadalupe Victoria una vez ascendido al poder mantuvo su plan de favorecer la independencia de Cuba, ya que presentó un nuevo plan para una expedición militar ante el Congreso de su país, mismo que fue aceptado por el Senado tras muchas discusiones.
“(…) 1.Se autoriza al Gobierno para que en unión de la república de Colombia emprenda una expedición militar con objeto de secundar los esfuerzos de los habitantes de Cuba en la consumación de su independencia. 2.En caso de que la causa de la libertad triunfe en Cuba, el Gobierno está obligado a procurar por todos los medios que se establezca en ella la representación nacional con las mismas bases y derechos del pueblo que en las nuevas Repúblicas americanas.”
Para Guadalupe Victoria, esta alianza dio luz verde para que Antonio López de Santa Anna hiciera la expedición que tenía preparada en Yucatán, pero esta no siguió adelante debido a otros eventos internacionales que repercutieron en el medio latinoamericano. Entre estos problemas estaba que Estados Unidos aun consideraba a Cuba y Puerto Rico dentro de sus intereses comerciales y buenas opciones para su expansión territorial. 
Antes de que la expedición no se realizara, se logró consolidar la alianza entre Colombia y México, el 17 de marzo de 1826. Estos países firmaron un tratado que regulaba su colaboración para luchar contra España, tanto en las Antillas como en las costas del continente. A este convenio se le llamo "Plan de Operaciones para la escuadra Combinada de México y Colombia".  En este proyecto México-Colombia estaban implicados miembros de la Gran Legión del Águila Negra.
La separación de la conspiración de la Gran Legión del Águila Negra, se dio al mismo tiempo que las transformaciones ocurridas en la política europea que desanimaron los planes españoles para la reconquista de América. La independencia de los países hispanos  hizo que se abandonaran los esfuerzos por independizar a Cuba, también porque el intercambio comercial entre La Habana y Veracruz prácticamente desapareció en 1826 tras un tratado con Cuba.

## La Gran Legión del Águila Negra en Cuba
Mediante la acción de Simón de Chávez y otros cubanos, la Gran Legión del Águila Negra se extendió de México a Cuba con facilidad. En 1826, el músico José Rubio viajó a La Habana con la copia de la Institución del Águila Negra, que tenía que ser entregada a Manuel Rojo para establecer la Legión en Cuba.  
Estos estatutos tuvieron que ser adaptados debido al radicalismo mexicano, pero conservaron su propósito. Una vez que se fundó la Gran Legión del Águila Negra en Cuba, tuvo todo el apoyo de México y Colombia. Siguió conspirando hasta que las autoridades españolas en La Habana descubrieron su existencia en 1829.
La Gran Legión del Águila Negra en Cuba tenía como objetivo conseguir partidarios para lograr la Independencia de Cuba y cambiar el gobierno con la ayuda de México.
El 23 de diciembre de 1829, el ministro español en Filadelfia se comunicó con la presidencia y gobierno de La Habana, para informarles que el señor José Solís, originario de Nueva Orleans, entonces con domicilio en La Habana, estaba en contacto con una sociedad llamada San Juanista, de la cual era miembro. Esta sociedad era regida bajo las mismas costumbres que las que tuvo la sociedad con el nombre del Sol de Bolívar.
El 25 de enero de 1830, el presidente de la Comisión Militar, José Cadaval designó al capitán Tomas de Salazar, fiscal para la investigación del caso. El capitán Tomás de Salazar rápidamente empezó su investigación, a lo cual descubrió que existían padre e hijo con el mismo nombre y apellido, y los dos gozaban de una mala reputación. Estos dos fueron investigados, pero no hubo ningún resultado. 
El 8 de febrero de ese mismo año, el capitán Tomas de Salazar recibió la orden de aprehender a los Solís. 
Sus respectivos hogares fueron investigados. Los papeles que se encontraron al hijo fueron sospechosos; sin embargo, los del padre no lo fueron. Entre los documentos de José Solís hijo se encontraron cartas, un diploma masónico a su nombre, documentos en cifra y documentos del tipo masónico, esto ayudó a que se le denominara una persona de alto peligro y que conspiraba a turbar el orden público.

La Gran Legión del Águila Negra buscaba la independencia de Cuba

Solís hizo su primera declaración el 12 de febrero de 1830. En esta, Solís explicó que Lucas Ugarte, Secretario de la Sociedad Patriótica; le solicitó ser un masón y que por medio de él, supo que esta sociedad masónica se transformó en “La Gran Legión del Águila Negra”. 
Una de las cartas que José Solís tenía en su posesión estaba dirigida a Mateo Somellán, enviada por Manuel Ronquillo desde Nueva Orleans, en ella se daba a informar que las personas de las cuales se necesitaba su asistencia para materia de Independencia, no la habían confirmado por falta de dinero. 
José Solís también declaró que por conversaciones escuchadas tuvo conocimiento que en una propiedad que tenía Manuel Abreu, se encontraban armas de guerra para utilizarlas en cualquier oportunidad en beneficio de la independencia, para esto solo se necesitaban noticias que se esperaban de Veracruz, México.
Una vez que se anunciaron los delitos de masonería y conspiración por la independencia, el fiscal Tomás de Salazar volvió a interrogar a Solís, con el fin de descubrir quién era el jefe de “La Gran Legión del Águila Negra”.
El 24 de febrero de 1830, José Solís después de quedar incomunicado en el Cuartel de Belén, el 19 de febrero de 1830 había declarado que ignoraba cuántas personas estaban introducidas en “La Gran Legión del Águila Negra” e ignoraba la época en la que inicio. Solís tenía conocimiento de que el primer establecimiento de esta sociedad fue en México donde se extendió a Cuba.
“En la noche del 26 y madrugada del 27 fueron presos Lucas Ugarte, Diego Araoz, Félix Rodríguez Hermida, Gabriel Peláez, Manuel Abreu, José Rodríguez, Gabino Hernández, Juan Saldaña, Marcos Fernández Castañeda, Gaspar Acosta, Miguel Vázquez, José González de Ávila, José Encalada, Francisco Pacheco, Manuel Rojo, Pedro Pablo Peláez, Francisco Cordero y Rafael Gatica. No pudieron ser aprehendidos: Pedro Muros por hallarse en Nueva Orleans, y Juan Nepomuceno Escobedo por estar en el campo.”
Nunca se supo con exactitud quién fue el líder de la Gran Legión del Águila Negra en Cuba, aunque se tuvieron sospechas de que fue Manuel Rojo, uno de los abogados más prestigiosos de La Habana.